# Nagy Bálint (építész)
Ez a szócikk az építészről szól. Hasonló címmel lásd még: Nagy Bálint (egyértelműsítő lap).
Nagy Bálint (Szeged, 1949. május 24. – Budapest, 2022. február 4.) Kossuth- és Ybl Miklós-díjas magyar építész. ács, designer, galériavezető, sokoldalú és eredeti szereplője a magyar építészeti közéletnek. Több évtizedes művészeti, közéleti és kultúraközvetítő tevékenysége kiemelkedő jelentőségű.

## Családja
Édesapja, Nagy István 1947–1953 között (1949-ig a Nemzeti Parasztpárt tagjaként) Csongrád megye országgyűlési képviselője volt. 1950-től Szeged tanácselnök-helyettese, majd a mezőgazdasági osztály vezetője, 1957-től a Hazafias Népfront szegedi titkára volt. 1963-ban megválasztották a Szentmihályi Új Élet Mezőgazdasági Termelőszövetkezet elnökévé. Édesanyja, Diósszilágyi Éva egy makói nagypolgári családban született, középiskolai tanárnak tanult, első férje Erdei Ferenc volt. Nagyapja, Diósszilágyi Sámuel, jeles tüdőgyógyász, Makó szellemi életének szervezője volt. Két testvére született, nővére Krisztina, és öccse András.

## Életpályája
Életművének minden mozzanata meg nem alkuvó személyiségének és a modern építészet változó közegében kiutat kereső új magyar művészet iránti elkötelezettségének hű tükre. Gazdag életútjának változatos állomásai következetes pálya építőkövei.
A Széchenyi Irodalmi és Művészeti Akadémia Építőművészeti Osztálya rendes tagjaként 2016. október 27-én a FUGA Budapesti Építészeti Központban megtartott székfoglaló előadásának címe: Hogyan lettem nemépítész?, pontos összefoglalása annak az útnak, amit a gyakorló építész szerepétől az építész szakma szellemi megújulását szolgáló kultúraközvetítő pozícióig bejárt. „… nem vagyok építész, nem tervezek, a beruházási környezettől nem függök, megbízóval, kivitelezővel nem harcolok, nem ismerem az e-engedélyezés, naplózás, művezetés szabályait, de amióta az eszemet tudom, építésznek készültem, az életemet az építészet töltötte ki, csak ehhez képest tudom meghatározni magam…” – vallotta magáról, és erről vallanak életútjának állomásai is.
1963–1967 között a szegedi Vedres István Építőipari Technikumban tanult, ahol építésztechnikusként végzett, az itt szerzett tudás és szemlélet életre szóló útravalóval látta el. Felsőfokú építésztanulmányait 1967-ben a debreceni Felsőfokú Építőgépészeti Technikum, építész szakán kezdte, majd 1970-től Budapesten, az Ybl Miklós Építőipari Műszaki Főiskola Építőipari Karán folytatta, ahol 1971-ben diplomázott építőipari szaktechnikusként .A főiskola elvégzése után egy évig tanársegédként dolgozott az intézményben Beszédes Kornél tanszékvezető mellett. 1972-től az IPARTERV munkatársa, 1976-ban szerzett magasépítő üzemmérnöki diplomát az Ybl Miklós Építőipari Műszaki Főiskolán. 1977-ben a LAKÓTERV-ben Virág Csaba mellett dolgozott, akit mesterének tekintett, egy évvel később pedig Schneller István munkatársa a VÁTI-ban. 1979-ben ellenzéki tevékenysége miatt szerződését nem hosszabbították meg, ezért a következő 10 évben ácsként dolgozott.
Építész tervezői praxisa párhuzamosan működött közéleti aktivitásával, és fokozatosan adta át a helyét kultúraszervező tevékenységének. Aktív tagja volt a rendszerváltás előtti időszak ellenzéki mozgalmainak, 1979-ben a SZETÁ-nak (Szegényeket Támogató Alap), majd 1981-84 között a Beszélő című szamizdat folyóirat alapító szerkesztője volt. Adyligeti háza az alternatív gondolkodású értelmiség legendás találkozóhelye volt.
1983-84-ben a Károlyi Mihály Emlék Alapítvány ösztöndíjasaként a franciaországi Vence-ban felépítették az alapítvány műteremházát Rajk Lászlóval közösen, spontán építés keretében, részben talált anyagokból. 1987-90 között az Atlantic Research and Publications ösztöndíjasa az USA-ban. Ottléte alatt saját kezűleg készített egy asztalosműhelyt, ahol tevékenykedett. Hazatérése után alapította meg az N&n, Nagy Bálint és tsai építészirodát (1991–2011). 1993-ban pár hónapig a Köztársaság Párt pártigazgatója volt. Karkötőket, bútorokat, színházi díszleteket is tervezett, a 90-es évek közepén pedig képzőművészeti filmsorozatot szerkesztett. 2001–2011 között az N&n Galéria, 2009 és 2021 között a FUGA Budapesti Építészeti Központ művészeti vezetője volt. Munkásságát a szakma, a civil szervezetek, külföldi intézmények és a magyar állam is számos kitüntetéssel ismerte el. 2015-ben a Széchenyi Irodalmi és Művészeti Akadémia (MTA) rendes tagjává választotta.

### Építész tervezői munkássága
Nagy Bálint építész tervezői munkássága három karakteres szakaszra bontható.
A kezdeti időszakban nagy tervezővállalatoknál folytatott tervező tevékenységet: 1972–76-ban az IPARTERV-ben Rácz Endre, 1977–78-ban a LAKÓTERV-ben Virág Csaba , 1978–79-ben pedig a VÁTI-ban Baráth Etele műtermében.
Aktív ellenzéki tevékenysége miatt 1979-től tervező építészként legálisan nem folytathatta munkáját, ezért 1979 és 1988 között épült házai – családi és társasházak – nem a saját neve alatt születtek. Életének ezt a szakaszát az „építőmester építész” (Mezei Árpád minősítése) tevékenysége határozta meg: ácsmesterként és asztalosként dolgozva, a Vedres István Építőipari Technikumban tanultakat mélyítette el az építészet műveléséhez szükséges gyakorlati tapasztalatot, melynek hatása sajátos, egyéni hangú építészetében letagadhatatlan. Az 1981-es legendás keszthelyi városépítészeti kísérlet egyik résztvevője. 1983–84-ben Franciaországban, 1987–90-ben az Egyesült Államokban épített és dolgozott.
A rendszerváltás után 1991-ben létrehozta az N&n, Nagy Bálint és tsai építészirodáját. Társasházak és belvárosi homlokzatrekonstrukciók mellett e korszak kiemelkedő munkája a Bárka Színház és a békásmegyeri ökumenikus templom, a Megbékélés Háza.
"Építészeti tevékenységére jellemző a szociális érzékenység, tervezői munkájába számos esetben társadalomtudósokat is bevon. Építészeti stílusa sokrétű, tervrajzainak grafikus megoldása és színezése, a hegyes, erősen visszametszett formák, éles szögek alkalmazása és a tér folyamatos megtörése expresszív hatást keltenek, épületei pedig, a modern építészet formaelemeinek felhasználása mellett, eklektikus hatásúak."

### Kultúraszervező tevékenysége
N&n galéria (1065 Budapest, Hajós utca 39.)
A tervezői tevékenységről figyelme a 2000-es évek elején az építészet kulturális közvetítő szerepének bemutatása felé fordult.  2001-ben az egyik első építészeti magángalériát alapította Magyarországon, ami működése 11 éve alatt 220 építészeti és kapcsolódó művészeti kiállítást és programot rendezett – köztük több külföldi kiállítást is, például a New York-i storefront for art and architecture kiállítását és a 2002. évi Velencei Építészeti Biennále német pavilonjának kiállítását. A 2011-ig működő galéria az N&n – Nagy Bálint és tsai építészirodájával párhuzamosan működött, és a kortárs alkotóknak, valamint a közelmúlt építészetének adott teret és bemutatkozási lehetőséget. E minőségében hiánypótló szerepet töltött be Budapest kulturális életében. A galéria védnöke Göncz Árpád köztársasági elnök volt.
Az N&n galéria a kortárs építészet és urbanisztika bemutatását tekintette fő feladatának (Bán Ferenctől Zalotay Elemér munkásságáig), és rendszeresen lehetőséget biztosított az építészetet oktató intézmények eredményeinek megjelenítésére (BME, MOME, YBL, Debrecen). Az építészeti fotó műfaja is kiemelt helyen szerepelt a galéria kiállítási programjában. A galéria hazai alkotók mellett lehetőségeihez mérten meghívott külföldi kiállítókat is. Éveken keresztül volt kiállítóhelye a Budapest Építészeti Nívódíja, valamint a Velencei Építészeti Biennále pályázati anyagainak. Gazdag építész szakmai profilját rendszeresen kiegészítette képzőművészeti, film, zenei és irodalmi rendezvényekkel.
A galéria az építészeti teljesítmények és az építészeti közéleti munka elismerésére 2004-ben Molnár Farkas-díjat, a még kötet nélküli irodalmi szerzők publikálását segítendő 2010-ben Petri György-díjat alapított.
FUGA Budapesti Építészeti Központ (1052 Budapest, Petőfi Sándor utca 5.)
Nagy Bálint 2009–2021 között, az akkor hiánypótló intézmény indulásától, a FUGA szellemi kitalálója és alapítója, Mónus János (a Budapesti Építészeti Kamara alelnökének) felkérésére, a FUGA Budapesti Építészeti Központ művészeti vezetője lett. Szellemiségének, programstruktúrájának, arculatának kitalálója, alakítója. A Budapesti Építész Kamara által alapított, összművészeti elhivatottságú FUGA hiánypótló szerepet tölt be az építészeti közéletben, az építészet szerepének társadalmi kommunikációjában, az építész szakma identitásának formálásában. A FUGA termékeny működésében összeért Nagy Bálint évtizedek során kialakult kapcsolati hálója – mesterek, munkatársak, barátok és tanítványok közössége – az építészeti elhivatottságból fakadó szemlélettel.
A FUGA olyan befogadó intézmény, amely a kultúra minden ágával foglalkozik úgy, hogy a közös alapot ehhez az építészet jelenti. Működésével azt az egyértelmű üzenetet tudatosítja a látogatókban, hogy az építészet a kultúra elválaszthatatlan része. Az építészet mellett ingyenesen látogatható kiállításaival folyamatos bemutatkozási lehetőséget biztosít más művészeti ágak – fotó, képzőművészet, design, zene – számára is. Az itt létrejött kortárs zenei műhely, a CentriFUGA a műfaj legjelentősebb alkotóműhelyeinek egyike.
A FUGA kettős szerepet tölt be a hazai építészeti életben. Alapvető feladatának tekinti, hogy lehetőséget biztosítson különféle építész-szakmai programok megvalósítására. Ennél is fontosabb azonban az a közvetítői szerep, amit a szakma és a nagyközönség közötti kapcsolat megteremtésében játszik. Havi 30-35 programot, évente 300-350 eseményt bonyolított le.
CentriFUGA Kortárs Zene Műhely
A FUGA-ban megvalósult aktív koncertélet, a hely szelleme hívta életre 2014-ben a CentriFUGA kortárs zenei műhelyt (alapítói Rajk Judit, Balogh Máté, Kedves Csanád és Tornyai Péter), amelynek célja a magyar kortárszenei élet gondozása, zeneszerzők és előadók összefogása, új zeneművek betanítása és bemutatása.
FUGArádió
2012. október 1 – 2014. március 1. között a FUGA-ban létrehozott nyitott stúdióban működött a FUGArádió (www.fugaradio.net), ami európai viszonylatban is szinte egyedülálló módon működött építészeti tematikájú kulturális rádióként. A főszerkesztők, Ránki Júlia és Rózsa Péter erős kulturális tematikájú műsorfolyamot alakítottak ki, az építészettel mint kultúraalakító és művészeti szervező erővel a középpontban. A magyar művészeti és kulturális élet legkiválóbb alakjai is szívesen vettek részt a műsorfolyamban.
FUGA mikrokozmosz videósorozat
Nagy Bálint ötlete és művészeti vezetése mellett a koronavírus-járvány miatti kötelező zárvatartás alatt a FUGA létrehozta a FUGA mikrokozmosz napi online videósorozatot, ami 2020. május 25 – 2021. május 24. között 365 adással jelentkezett a ház YouTube-csatornáján.

### Magánélete
Nagy Bálint soha nem nősült meg, de négy különböző kapcsolataiból hét gyereke született: Sára (1979), Anna (1984), majd Luca (1985) és Flóra (1987) végül Ilka Janka (1996), Soma Miksa (2000) és Milán (2002). Utóbbi három gyermekének Spilák Klára színésznő az anyja, akivel 10 évig élt együtt..

## Tervek és megvalósult épületek
- 1972 Főiskolai üdülő, tervpályázat, Nagymaros
- 1973 Társasház, Széher utca, Budapest
- 1973 Társasház, Hegytető utca, Budapest
- 1974 Nemzeti Emlékpark, tervpályázat, Pusztaszer
- 1974 Családi ház, Borbála utca, Budapest
- 1975 Egyetemi kollégium, tervpályázat, Pécs
- 1977 Szombathelyi képtár tervpályázat
- 1978 Családi ház, Nagykovácsi
- 1978–79 Családi ház, Adyliget, Budapest
- 1981 Keszthely városközpont, tervpályázat
- 1982 Családi ház, Kis Áron utca, terv, Budapest
- 1983–84 Plus Studio, Alkotóház, Vence, Franciaország (Bachman Gábor és Rajk László vázlata alapján Rajk Lászlóval)
- 1986–87 Családi ház, Balatonföldvár (Borza Endrével)
- 1989–90 Barn, West Taghkanic, New York, USA
- 1990-91 Lakásátalakítás, New York, USA

Nagy Bálint és tsai építészirodája (N&n)
- 1992 EBRD bank belső tér installáció, London (tervpályázat)
- 1992 Lauder Javne iskola, Budapest (terv)
- 1993–98 Megbékélés Háza, Budapest-Békásmegyer
- 1994 Margitsziget, kolostorkörnyék (tervpályázat) Budapest
- 1994–97 Bárka Színház
- 1995 Erzsébet tér rendezése (tervpályázat) Budapest
- 1997 MIPIM kiállítás installáció, Cannes
- 1998 Családi ház, Pécel
- 1999 Hunyadi tér, homlokzatrekonstrukció, Budapest
- 1999–01 Kodály körönd, homlokzatrekonstrukció, Budapest
- 2000 Pesti Színház, (tervpályázat) Budapest
- 2000 Liszt Ferenc tér rendezése (tervpályázat) Budapest
- 2001 Lauder Javne Humán Középiskola, – átalakítás, felújítás Orczy kert, Budapest
- 2002 Világörökség felvételi dokumentáció
- 2002 Élményfürdő (tervpályázat) Esztergom
- 2005 Társasház, Hajós utca, Budapest (Bulcsu Tamással és Fábry Zoltánnal)
- 2005 Kodály körönd fejlesztése – tanulmányterv
- 2006 2B galéria tervezése, Ráday utca, Budapest
- 2006 Epreskerti Kálvária műemléki rekonstrukció (terv) Budapest
- 2006 Osztrák Kulturális Fórum, Freud-installáció, Andrássy út, Budapest
- 2007 Zaránd utca, családi ház bővítése, Budapest

## Díjak, elismerések
- Nagy Imre-díj – a magyarországi szamizdatért, Rajk Lászlóval közösen vette át Párizsban (1983)
- Ybl Miklós-díj (2002)[6]
- a Lengyel Külügyminisztérium és Gdańsk városának Szolidaritás Érme (2005)
- A Magyar Köztársasági Érdemrend lovagkeresztje (2005)[13]
- Budapestért-díj (2008)[14]
- Fehér Rózsa-díj (2012)
- Podmaniczky-díj (2013)
- Molnár Péter-díj (2017)[15]
- Reitter Ferenc-díj (2018)
- Perika-díj (2018)[16]
- Sivatagi Kőrózsa díj (2019)
- Ezüst Ácsceruza díj (2019)[17]
- Kotsis Iván-érem (2020)[18]
- Kossuth-díj (2021)[19]
- Budapest díszpolgára (2022) /posztumusz/[20]

## Kiállítások

### Egyéni
- 1987 • Adyliget
- 1992 • Bálint Nagy Bálint, Budapest Galéria, Budapest • OMF Kiállítóterem, Szeged
- 1993 • Magyar Intézet, Prága

### Csoportos
- 1976 • IPARTERV, Budapest
- 1980 • A hetvenes évek építészete, Bercsényi Kollégium, Budapest
- 1981 • Építészeti tendenciák, Óbuda Galéria, Budapest • Keszthely városközpont rendezési terve, Kacsa étterem
- 1983 • Magyar napok, Keszthely városközpont rendezési terve, Lille, Franciaország
- 1987 • Alternatív törekvések a mai magyar építészetben [Borza Endrével, Koszorú Lajossal, Rajk Lászlóval], R klub, Budapesti Műszaki Egyetem, Budapest
- 1988 • A dadaizmus a kortárs magyar képzőművészetben, Eötvös Loránd Tudományegyetem Esztétika Tanszék, Budapest
- 1993 • Első Magyar Látványtár, Tihany
- 1999 • Zuglói Építészek köre, ZEG-ZUG, Budapest
- 2000 • Hunyadi tér (a rekonstrukciós tervek kiállítása), Városvédők Egyesülete, Budapest
- 2001 • Terézvárosi udvarok, N&n galéria, Budapest
- 2001 • Nagy Bálint és az N&n, N&n galéria, Budapest
- 2001 • A tervezés és a telematika. Építéstudományi-technikai találmányok, újítások Ybl Miklós korában, korunkban, MTESZ, Budapest
- 2002 • Kodály körönd, homlokzatrekonstrukció, Budapest, Liszt Ferenc tér, szabadtéri kiállítás • Budapest, Kongresszusi Központ, szabadtéri kiállítás